# Gibraltári csata
A gibraltári tengeri csatában 1607. április 25-én a németalföldi szabadságharc egyik mozzanataként a holland flotta kikötőhelyén meglepte és szinte teljesen megsemmisítette a gibraltári öbölben horgonyzó spanyol flottát. Ez volt az első olyan eset, amikor a „tengeri koldusokból” kialakult holland flotta nyílt csatában le tudott győzni egy spanyol hajóhadat. A négy órás csatában elsüllyedt mind a 21 spanyol hadihajó, több mint 4000 spanyol halt meg. A hollandok vesztesége kb. 100 halott és 60 sebesült volt.

## Szemben álló erők
A holland flotta 26 kisebb hadihajóból és négy szállítóhajóból állt. Parancsnoka Jacob van Heemskerk admirális volt, zászlóshajója az Æolus.  A név szerint ismert holland hajók között volt a De Tijger (Tigris), De Zeehond (Fóka), De Griffioen (Griff), De Roode Leeuw (Vörös Oroszlán), De Gouden Leeuw (Arany oroszlán), De Zwarte Beer (Fekete medve), De Witte Beer (Fehér medve) és De Ochtendster (Hajnalcsillag).
A spanyol flotta 21 hadihajóból állt, közte volt 10 galleon, vagyis a korabeli haditengerészet legnagyobb, legjobban felfegyverzett és legnehézkesebb hadihajója. A flotta parancsnoka Don Juan Álvarez de Ávila volt.
A spanyol flotta zászlóshajója a San Augustin (Szent Ágoston) volt, a hajó parancsnoka Ávila fia volt. A flotta része volt a Nuestra Señora de la Vega és a Madre de Dios.

## A csata lefolyása
A csata leírását John Lothrop Motley krónikája, a History of the United Netherlands rögzítette.
A (holland) admiralitás 26 kisebb, de jól felszerelt hajót biztosított és mellé négy bárkát (a spanyol kincses flotta elfogására), és a parancsnokságot Jacob van Heemskerknek adták. Ő szokásos alázatával, de önbizalommal fogadta a megbízást, és kifejezte reményét, hogy élve vagy holtan, de a köztársaságnak nem kell csalódnia benne. A hazaszeretettől fűtve semmilyen más fizetséget nem kért szolgálataiért, csak a zsákmány tizenhárom százalékát az első félmillió aranyforint után.
…
A flotta április első napjaiban hajózott ki Spanyolország és Portugália felé. Az admirális szabad kezet kapott a köztársaság ügyének előmozdítására. Helyettese a zeelandi ellentengernagy, Laurenz Alteras volt, és a flottával hajózott még egy híres kapitány, az amszterdami Henry Janszoon, becenevén Long Harry.
…
Április 10. után az admirálist kémei értesítették, hogy a portugál kincses flotta még jó pár hétig a kikötőben fog vesztegelni, és Amerikából még nem várható a flotta, azonban egy hadiflotta, köztük néhány a legnagyobb galleonokból, a gibraltári szoros vizein hajózik. A levantei kikötőből visszatérő holland kereskedők és azok, akik a Mediterrán-tenger vizeire kívántak behajózni a szoroson, bizonnyal áldozatul estek volna a spanyol flottának. Jacob Heemskerk szíve repesett az örömtől, hiszen nem a zsákmány, hanem a dicsőség reményében vállalta el a felkérést, és íme, gazdag, de védtelen kereskedők helyett rettentő erejű ellenfelet hozott elé a sors. A kémek részletes jelentéséből az admirális pontosan tudhatta, hogy spanyoloknak jóval több és nagyobb, jobban felszerelt hajójuk és több katonájuk van, de ezt csak tüzelte vágyát, hogy megmérkőzzön velük, és a szoros felé vette az irányt.
Április 25-ének reggelén hajózott be a szorosba, és meggyőződött arról, hogy az egész flotta a Gibraltári-öbölben horgonyoz… Az öböl védett vizein ringatózott 10 galleon a legnagyobb fajtából, kisebb hadihajók és bárkák, összesen 21 hajó. A flotta parancsnoka Don Juan Alvarez d'Ávila volt, számos tengeri csata veteránja, aki Lepantónál don Juan de Austria alatt harcolt a törökök ellen. Fia volt a zászlóshajó, a San Augustino parancsnoka, helyettese a Nuestra Señora de la Vega fedélzetén hajózott… és minden spanyol hajót a legszentebb nevek ékesítettek.
A holland flotta viszont egy állatkertet idézett fel, volt itt Tigris, Fóka, Griffmadár, Vörös és Arany Oroszlán, Fekete és Fehér Medve, a parancsnok hajója az AEolus volt.
(Heemskerk beszédet intézett kapitányaihoz, majd)…felöltötte páncélzatát, sisakjáról a narancs tollak integettek, vállán keresztbe narancs szalagot vetett.
A támadás terve szinte klasszikusan egyszerű volt: Heemskerk a spanyol admirális hajójának egyik oldalát támadja, amíg „Pretty Lambert” hajója, a Tigris a másik oldalról támad. Alteras ellentengernagy és Bras kapitány ugyanígy cselekszik a spanyol ellentengernagy hajójával és így tovább, amíg a hollandok körbe nem fogják az összes nagy galleont.
…
A spanyol hajókon legalább négyezer katona állomásozott, nem számítva a matrózokat — csak a San Augustinón 700 katona volt. Délután egy óra lehetett, mire a gyenge szélben a hollandok a spanyolok közelébe hajóztak, ők pedig felkészültek a csatára. Heemskerk, aki maga vezette a csatasort, arra szólította fel a tüzéreket, hogy ne süssék el ágyúikat addig, amíg hajója neki nem ütközik a San Augustinónak. 100 aranyat ígért annak, aki megszerzi az admirális zászlaját a főárbócról. Ávila, aki korábban egymaga akarta elsüllyeszteni a holland flottát, szerette volna elkerülni az összeütközést, és hajója horgonykötelét elvágva az öböl közepe felé sodródott. Heemskerk a nyomában volt, és belerohant az oldalába, míg a másik oldalon Pretty Lambert cselekedett ugyanígy. A San Augustino elsütötte ágyúit, és a közvetlen közelről leadott lövések közül egy levitte a Heemskerk közelében álló tengerész fejét, és vele az admirális lábát. Ő maga a fedélzetre rogyott, és mivel érezte, hogy sebe halálos, magához intette első tisztjét, Verhoef kapitányt, akit kötelezett a harc folytatására és arra, hogy titkolja el halálát a hollandok elől.
Az AEolus ekkor minden ágyúját elsütötte, és a közvetlen közelről leadott sortűz iszonyú pusztítást eredményezett a spanyolok fedélzetén, ahol maga Ávila admirális is meghalt.
…
Alteras támadása nem sikerült, és két galleon támadta meg, de három holland hajó körbefogta a Nuestra Señora de la Vegát, elhallgattatták ágyúit, és lángra lobbantották a hajót. A hollandok sietve visszahúzódtak, a Nuestra Señora de la Vega pedig tehetetlenül sodródott, ágyúi összevissza tüzeltek a hőségtől, matrózai a vízbe vetették magukat, a fulladást választva a biztos tűzhalál helyett.
…
Az öblöt eddigre sűrű füst lepte el, és az áprilisi délután fényei helyett majdnem éjszakai sötétség uralta a csatateret — olyannyira, hogy a navigálás a hollandoknak is nehézséget okozott. Az öböl szájánál állomásozó hajók, amelyeket Heemskerk a spanyolok kitörésének megakadályozására hagyott hátra, felvonták a vitorlát, hogy beszálljanak a küzdelembe, amikor egy óriási robbanás rázta meg a levegőt. Egy szerencsés holland lövés telibe találta a legnagyobb galleon lőporraktárát, és a hajó azon nyomban felrobbant. A korábbi sötétséget most egy még félelmetesebb tűzvész váltotta fel, és a spanyolok lelkét reménytelen félelem járta át. A San Augustino még vergődött a holland hajók szorításában, de a többi galleon elsüllyedt vagy kiégett, a kisebb hadihajók közül is megsemmisült több. A San Augustino ekkor felvonta a fehér zászlót, amit a csata hevében a hollandok nem vettek észre, ezért az AEolus és a Tigris matrózai egyszerre rontottak a fedélzetre, és lemészárolták a túlélőket. Kleinsorg kapitány trombitása mászott fel az árbócra az admirális zászlajáért. A hajó fedélzetét ekkor már halottak és haldoklók tömegei borították, a fedélközben láncra vert hollandokat találtak, elfogott kereskedelmi hajók legénységét.
…
Senki nem kapott kegyelmet a spanyolok közül: aki a hajót elhagyva a tengerbe vetette magát, a hollandok utána eveztek és lelőtték, leszúrták vagy csak vízbe fojtották ezeket. Az egész öbölben hasonló mészárlás folyt, és a víz a halottak tetemeivel volt tele.
…
Ávila flottája teljesen megsemmisült, a San Augustino a partra sodródott, miután a győztesek sorsára hagyták és a fedélzeten rejtőzködő spanyolok felgyújtották, nehogy ismét az ellenség kezébe kerüljön.
A csata fél négytől naplementéig tartott. A hollandok másnap egész nap győzelmük színhelyén maradtak, ami félelmet keltett Gibraltár lakóiban, kik minden vagyonukat összepakolva elmenekültek.
…
A holland hajók ezután szétszéledtek a spanyol partok mentén, az Azori- és Kanári-szigetek felé, de előbb hazaküldtek két hajót: az egyiken 60 sebesült utazott, a másikon Heemskerk bebalzsamozott teteme. A csata hősét Amszterdamban helyezték nyugovóra, és díszes temetést kapott közköltségen – ez volt az első ilyen eset a köztársaság történelmében.